# Neobatrachia
Neobatrachia (лат.) — подотряд земноводных отряда бесхвостые. Включает 42 семейства, более 5600 видов. Это наибольший подотряд бесхвостых земноводных, он составляет около 97 % видов от общего количества.
Размер представителей этого подотряда может быть очень разным: от 7 мм (Paedophryne amauensis) до 32 см (лягушка-голиаф). Эти лягушки являются наиболее развитыми среди бесхвостых. Отличаются от других подотрядов, прежде всего, строением скелета. Первые 7 позвонков туловища — передневогнутые (процельные), остальные — двояковогнутые (амфицельные), реже все процельные, как и крестцовый. Практически все виды лишены зубов на челюстных костях. Способны далеко выбрасывать язык, охотясь за добычей. Глаза преимущественно с горизонтальными зрачками. Рёбра отсутствуют.
Встречаются в различных ландшафтах. Различные виды активны днём и ночью. Ряд видов способны рыть норы и подолгу в них переживать жару или холод. Могут преодолевать дальние расстояния, удаляться от водоёмов на значительные расстояния. Питаются беспозвоночными, рыбой, земноводными, пресмыкающимися, птенцами.
Это яйцекладущие и живородящие земноводные.
Обитают практически на всех континентах, кроме Антарктиды.

## Классификация
- Allophrynidae
- Aromobatidae
- Arthroleptidae
- Brachycephalidae
- Brevicipitidae
- Bufonidae
- Calyptocephalellidae
- Centrolenidae
- Ceratobatrachidae
- Ceratophryidae
- Craugastoridae
- Cycloramphidae
- Dendrobatidae
- Dicroglossidae
- Eleutherodactylidae
- Heleophrynidae
- Hemiphractidae
- Hemisotidae
- Hylidae
- Hylodidae
- Hyperoliidae
- Leiuperidae
- Leptodactylidae
- Limnodynastidae
- Mantellidae
- Micrixalidae
- Microhylidae
- Myobatrachidae
- Nasikabatrachidae
- Nyctibatrachidae
- Petropedetidae
- Phrynobatrachidae
- Pseudidae
- Ptychadenidae
- Pyxicephalidae
- Ranidae
- Ranixalidae
- Rhacophoridae
- Rheobatrachidae
- Rhinodermatidae
- Sooglossidae
- Strabomantidae
- Telmatobiidae